# Gustaf Theodor Folcker
Gustaf Theodor Folcker, född 20 oktober 1811 i Stockholm, död där 30 oktober 1877, var en svensk guldsmed. Han var son till Gustaf Folcker och farbror till Erik Gustaf Folcker.
Folcker inskrevs 26 juli 1826 i lära hos sin far i Stockholm, Gustaf Folcker, och utskrevs som mästare 1829. År 1835 avlade han sitt mästerstycke, en kaffekanna i silver såsom brukligt på den tiden, och öppnade samma år egen verkstad. Folcker hörde till samtidens mer populära guldsmeder i Stockholm, och hade en rik produktion. År 1867 grundade han tillsammans med Alfred Ambrosius, P. F. Palmgren och E. E. Pettersson Guldsmedsaktiebolaget.
Hans änka, Charlotta Wahlström (1824-1915) fortsatte efter hans död verksamheten fram till 1880.
Han arbeten finns på Nationalmuseum, Nordiska museet, Halwylska museet och Julita gård. Dessutom har han gjort en oblatask till Vislanda kyrka och en vinkanna till Söderfors kyrka.